# Ку Бон-гил
В това корейско име фамилията е Ку.
Ку Бон-гил (на корейски: 구본길) e южнокорейски фехтовач. Състезава се със сабя, десничар.  Ку е трикратен олимпийски шампион като част от корейския мъжки отбор по фехтовка в дисциплината сабя от олимпийските игри в Париж, Токио и Лондон. Ку е също така осемкратен отборен шампион на Азия, седемкратен индивидуален шампион на Азия и трикратен отборен шампион от Световното първенство по фехтовка.

## Биография
Ку е роден на 27 април 1989 г. в Тегу, Южна Корея. Като дете тренира футбол, но в гимназията се насочва към фехтовката. През 2010 г. се присъединява към националния отбор по фехтовка на Южна Корея.